# Condado de Columbia (Nueva York)
Condado de Columbia es un condado ubicado en el estado estadounidense de Nueva York, Estados Unidos. Según el censo de los Estados Unidos de 2020 tenía una población de 61 570 habitantes. La sede del condado es la ciudad de Hudson. Su nombre deriva de la expresión femenina del patronímico de Cristóbal Colón, el que, en la época de la fundación del territorio, gozaba de un gran número de adherentes para servir de nombre a los Estados Unidos de América.

## Geografía
El Condado de Columbia se halla en la región este del Estado de Nueva York, al sudeste de Albany e inmediatamente al oeste del límite con Massachusetts. Su deslinde oeste es el río Hudson.

### Condados adyacentes
- Condado de Rensselaer, Nueva York - norte
- Condado de Berkshire, Massachusetts - este
- Condado de Dutchess, Nueva York - sur
- Condado de Ulster, Nueva York - suroeste
- Condado de Greene, Nueva York - oeste
- Condado de Albany, Nueva York - noroeste
- Condado de Litchfield, Connecticut - sureste

## Demografía
Para el censo de 2000, había 63.094 personas, 24.796 cabezas de familia, y 16.588 familias residiendo en el condado. La densidad de población era de 99 habitantes por milla cuadrada.
La composición racial del condado era:
- 92,09% blancos
- 4,52% negros o negros americanos
- 0,21% nativos americanos
- 0,80% asiáticos
- 0,03% isleños
- 0,90% otras razas
- 1,45% de dos o más razas.

Había 24.796 cabezas de familia, de las cuales el 29,90% tenían menores de 18 años viviendo con ellas, el 52,20% eran parejas casadas viviendo juntas, el 10,30% eran mujeres cabeza de familia monoparental (sin cónyuge), y 33,10% no eran familias.
El tamaño promedio de una familia era de 2,95 miembros.
En el condado el 24,10% de la población tenía menos de 18 años, el 6,40% tenía de 18 a 24 años, el 26,90% tenía de 25 a 44, el 26,30% de 45 a 64, y el 16,40% eran mayores de 65 años. La edad promedio era de 40 años. Por cada 100 mujeres había 99,00 hombres. Por cada 100 mujeres mayores de 18 años había 95,30 hombres.

## Economía
Los ingresos medios de una cabeza de familia del condado eran de USD $41.915 y el ingreso medio familiar era de $49.357. Los hombres tenían unos ingresos medios de $34.702 frente a $25.878 de las mujeres. El ingreso per cápita del condado era de $22.265. El 6,40% de las familias y el 9,00% de la población estaban debajo de la línea de pobreza. Del total de gente en esta situación, 11,80% tenían menos de 18 y el 6,80% tenían 65 años o más.

## Localidades
- Ancram (pueblo)
- Austerlitz (pueblo)
- Canaan (pueblo)
- Chatham (pueblo)
- Chatham (villa)
- Claverack (pueblo)
- Claverack-Red Mills (lugar designado por el censo)
- Clermont (pueblo)
- Copake Lake (lugar designado por el censo)
- Copake (pueblo)
- Gallatin (pueblo)
- Germantown (pueblo)
- Germantown (lugar designado por el censo)
- Ghent (pueblo)
- Ghent (lugar designado por el censo)
- Greenport (pueblo)
- Hillsdale (pueblo)
- Hudson (ciudad)
- Kinderhook (pueblo)
- Kinderhook (villa)
- Livingston (pueblo)
- Lorenz Park (lugar designado por el censo)
- New Lebanon (pueblo)
- Niverville (lugar designado por el censo)
- Philmont (villa)
- Stockport (pueblo)
- Stottville (lugar designado por el censo)
- Stuyvesant (pueblo)
- Taghkanic (pueblo)
- Valatie (villa)

=> Entre paréntesis la forma de gobierno.